# On Such a Night

On Such a Night est un moyen métrage britannique réalisé par Anthony Asquith, sorti en 1956.

## Synopsis
Un touriste américain a été persuadé de visiter Alfriston mais est perplexe par ce qu'il voit à la gare Victoria lorsque des personnes en tenue de soirée rejoignent son train. Après un voyage déroutant dans un compartiment avec deux hommes parlant d'une nouvelle comtesse, il descend à Lewes et est encore plus déconcerté lorsque les personnes habillées formellement montent dans un bus de Southdown qui l'attend. Il monte dans un taxi et demande au chauffeur de suivre le bus. Arrivé à l'entrée de Glyndebourne, il explique à une dame de la haute bourgeoisie qu'il avait remarquée à la gare Victoria qui est avec sa nièce qu'il n'a pas de billet, ce à quoi ils demandent à John Christiequi qu'il en reçoit un.
Pendant la représentation, il regarde Sesto Bruscantini chanter « Non più andrai » et Sena Jurinac chanter « Porgi, amor ». La fin du finale du second acte est montrée, avec Franco Calabrese , Monica Sinclair , Hugues Cuénod et Ian Wallace. Ala toute fin de l'opéra, il y a aussi une scène de Carl Ebert répétant Jurinac et Rizzieri et du chef d'orchestre Vittorio Gui et de l'administrateur Moran Caplat , et l'orchestre jouant au croquet. Le film se termine avec la dame donnant à l'Américaine son billet pour Don Giovanni la semaine suivante pour qu'il puisse venir avec sa nièce.

## Fiche technique
- Réalisateur : Anthony Asquith
- Scénario : Paul Dehn
- Production : Screen Audiences
- Pays d'origine : Royaume-Uni
- Musique : Benjamin Frankel
- Format : Couleurs (Eastmancolor)
- Durée : 37 minutes

## Distribution
- Josephine Griffin
- Marie Lohr
- David Knight
- Allan Cuthbertson
- Peter Jones